# Oti Fossae
Oti Fossae é uma trincheira no quadrângulo de Phoenicis Lacus em Marte, localizada a 9.3° S e 116.8° W. Sua extensão é de 370 km e seu nome vem de uma formação de albedo clássica. 

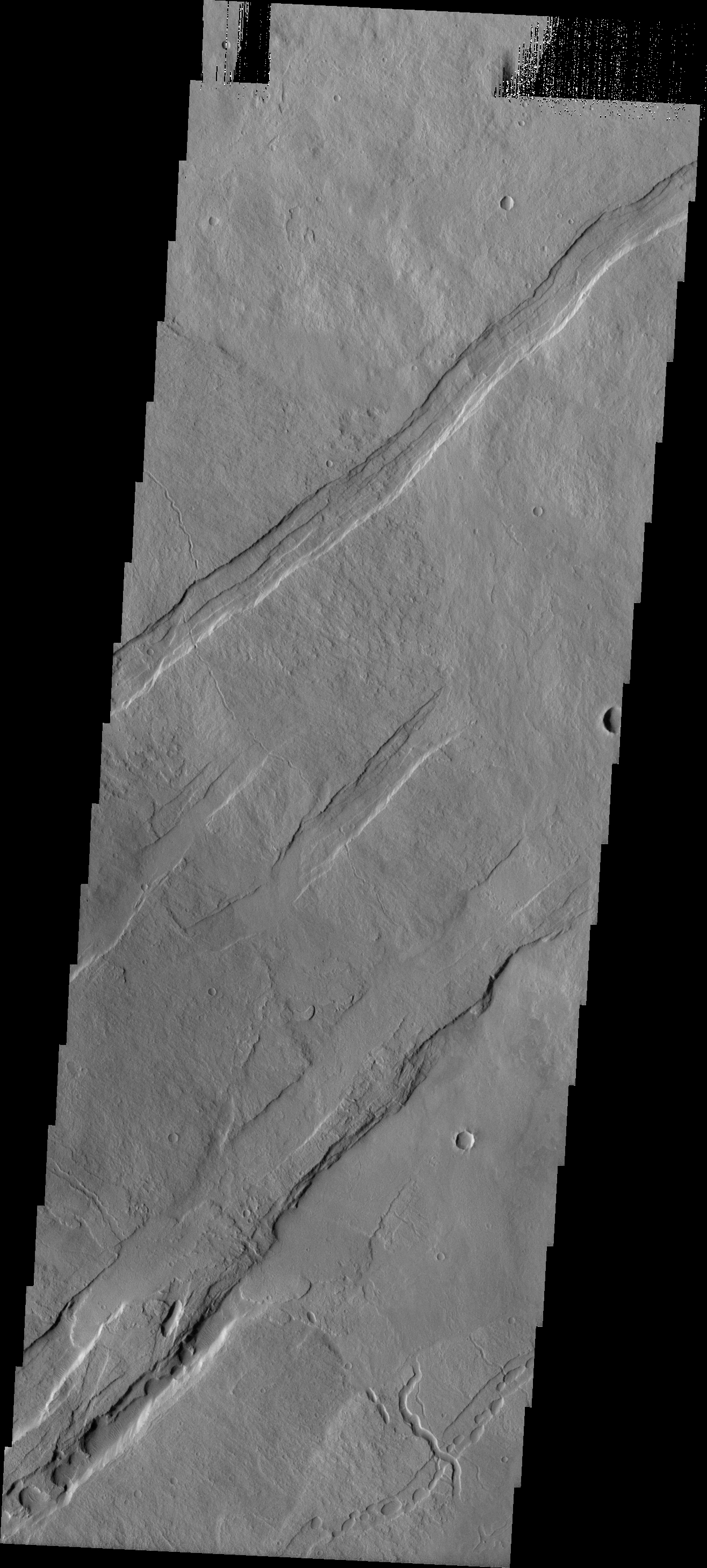
Oti Fossae, visto pela THEMIS. Esses grabens paralelos são encontrados no lado ocidental Arsia Mons; eles estão alinhados com a tendencia NE/SW dos três vulcões de Tharsis.
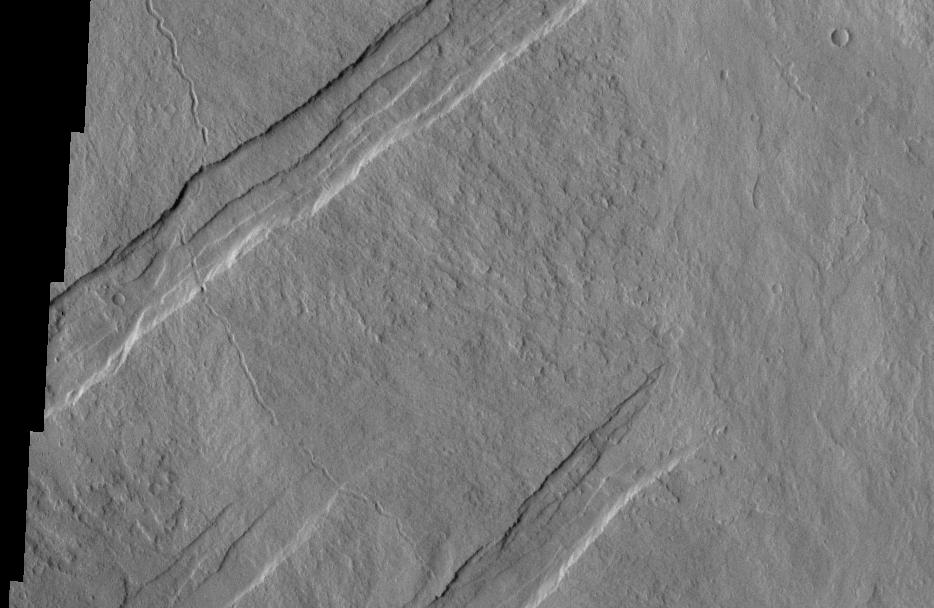
Oti Fossae, visto pela THEMIS. Esses grabens paralelos são encontrados no lado ocidental Arsia Mons; eles estão alinhados com a tendencia NE/SW dos três vulcões de Tharsis.